# Hausen (Wüstung, Frankfurt am Main)
Hausen (ⓘ) war eine Siedlung bei Frankfurt am Main, gelegen etwa 12 km südwestlich von Frankfurt am Main. Die Siedlung ist vermutlich zu Anfang des 15. Jahrhunderts untergegangen und wurde zur Wüstung. Der Ort lag auf einer Höhe von 96 Metern über NN. Über die Besitzverhältnisse in Hausen ist nichts bekannt, jedoch gehörte die Siedlung dem Kirchspiel Schwanheim an.

## Historische Namensformen
- Huser Weg (1409)
- Husen (1413)
- Husen (1516)